# Hinschendorf
Hinschendorf ist ein Stadtteil im Südwesten von Reinbek im Bundesland Schleswig-Holstein, der an die Hamburger Stadtteile Bergedorf und Lohbrügge, sowie an die Gemeinde Wentorf angrenzt.
Hinschendorf wurde erstmals 1238 als Huncingethorpe erwähnt, als das Hamburger Domkapitel fünf dort gelegene Hufen und die Mühle dem Kloster Reinbek schenkte. 1252 ging auch der restliche Teil des Dorfes in Klosterbesitz über. Nach der Reformation und der damit verbundenen Auflösung des Klosters kam Hinschendorf 1544 an Herzog Adolf I. von Schleswig-Holstein auf Gottorf und wurde dem landesherrlichen Amt Reinbek zugeordnet. Bis 1608 wurden die dort wohnenden Bauern in Nachbardörfer umgesiedelt, das Dorf niedergelegt und als landwirtschaftliche Fläche dem Reinbeker Vorwerk zugeschlagen. 1772 wurde das Gebiet wieder parzelliert, so dass das Dorf erneut entstand, nur um bald zum Gut Hinschendorf zusammengefasst zu werden. Endgültig erfolgte 1931 die Wiederherstellung als Gemeinde und nach dem Zweiten Weltkrieg die Eingemeindung nach Reinbek.

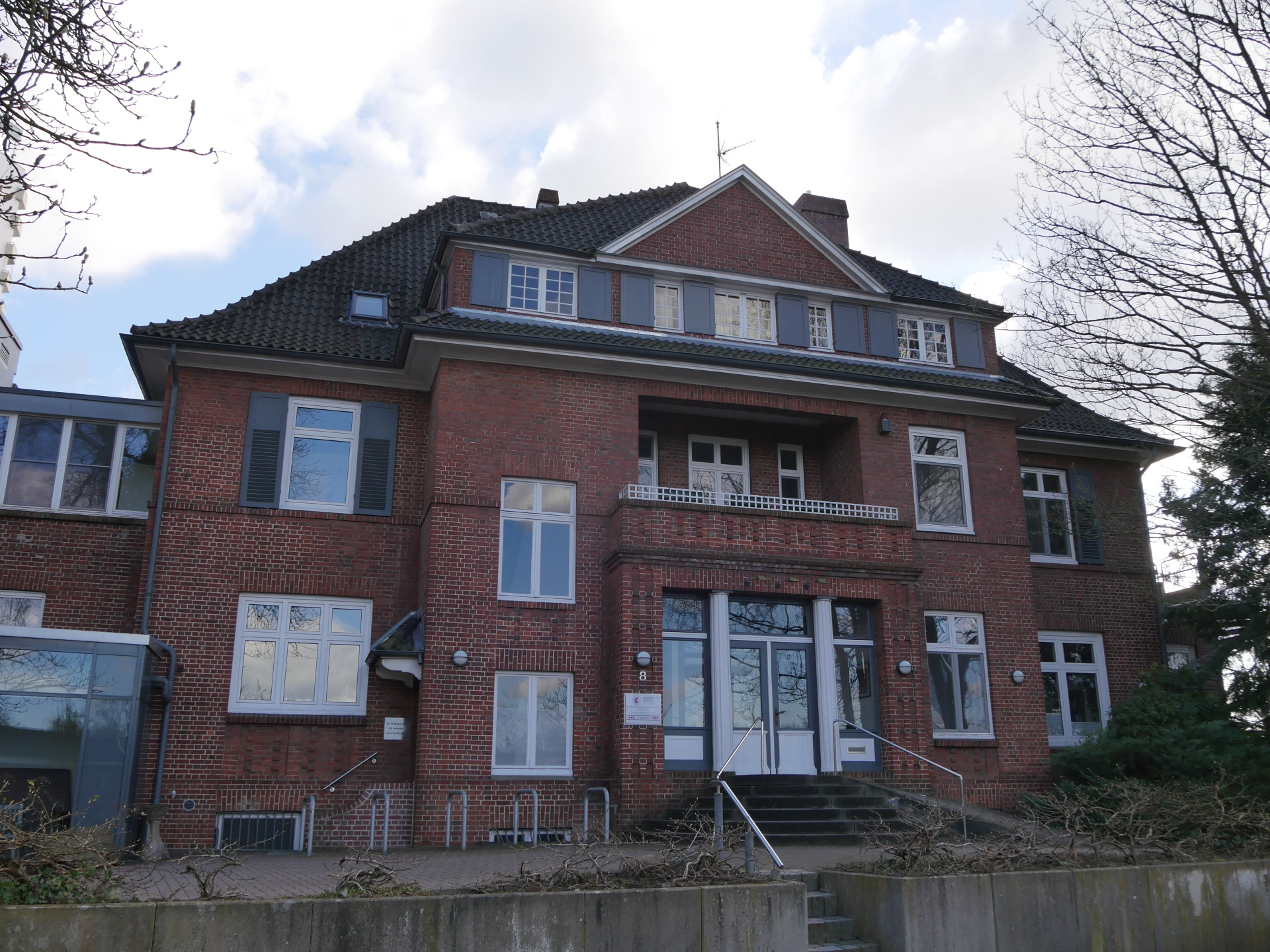
Ehemaliges Gutshaus Hinschendorf

## Jüngere Geschichte
Ab 1931 entstanden auf dem parzellierten Acker des Guts Hinschendorf kleine hölzerne Wochenendhäuser mit Trockentoiletten, teilweise sogar mit Vorratskeller. Dort legten die Bewohner Obst- und Gemüsegärten an und hielten Kleinvieh wie Hühner und Kaninchen. Bald kamen die ersten festen Ziegelhäuser hinzu, als es im Kontext des „Dritten Reichs“ mehr und mehr Bewohner vorzogen, ganz von Hamburg in die Peripherie umzuziehen. Nach dem Krieg wurden im unbeschädigten Hinschendorf im Rahmen der Zwangsbewirtschaftung von Wohnraum viele Flüchtlinge und ausgebombte Hamburger einquartiert. Die nach heutigen Maßstäben recht großen Nutzgärten wurden essentiell für das Überleben in der „Schlechten Zeit“.

## Gegenwart
Die heutige Struktur ist geprägt von Einfamilien- und Doppelhäusern sowie Reihenhäusern am Schaumanns Kamp. In der dritten bis vierten Generation werden die Grundstücke zunehmend unterteilt und die Bebauung durch Neubauten von Ein- und Mehrfamilienhäusern verdichtet. Als baurechtliches Mischgebiet gibt es in Hinschendorf eine ganze Reihe von Handwerksbetrieben, Gewerbetreibenden sowie freien Berufen. Einst vorhandener Einzelhandel ist schon lange vom nahegelegenen Einkaufszentrum am Täbyplatz verdrängt worden. Das einstige Gutshaus Hinschendorf ist heute durch die Hamburger Straße vom Rest der Siedlung getrennt und beherbergt Arztpraxen.

## Verkehr
Hinschendorf ist an das Verkehrsnetz des Hamburger Verkehrsverbunds angeschlossen. Die Buslinie 136, die zwischen den S-Bahn-Stationen Reinbek und Bergedorf verkehrt, fährt einmal stündlich die Schleife durch Hinschendorf mit den Haltestellen Schaumanns Kamp, Störmerweg und Am Holländerberg. Zu den Hauptverkehrszeiten fährt die Linie im 20-Minuten-Takt durch die Siedlung. Des Weiteren verkehrt an der angrenzenden Hamburger Straße die Linie 237, die den Bahnhof Reinbek auf dem kürzesten Weg erreicht (alles Stand 2014). Der Fußweg zum Bahnhof ist je nach Ausgangspunkt in ca. 15 bis 30 Minuten zurückgelegt.
Die einzige Zufahrt für Kraftfahrzeuge nach Hinschendorf besteht über den Schaumanns Kamp. Die Siedlung hat daher keinen Durchgangsverkehr. Fußgänger überqueren die Hamburger Straße auch über die Holländerbrücke, die von der Sackgasse Am Holländerberg zum Einkaufszentrum führt.

## Persönlichkeiten
Der Fußballspieler Max Kruse ist in Hinschendorf aufgewachsen.